# Bolle Willum Luxdorph
Bolle Villum Luxdorph, född den 24 juli 1716, död den 13 augusti 1788, var en dansk jurist och
estetiker, sonson till Bolle Luxdorph.
Luxdorph blev 1733 student, 1734 kansliskreterare, 1744 assessor i Höjesteret, 1749 generalprokurator och 1773 förste deputerad i kansliet samt 1777 geheimeråd. Luxdorph var ledamot i många viktiga kommissioner, exempelvis 1772 i den, som dömde Struensee, och 1786 i den stora landbokommissionen: han författade betänkandet om stavnsbaandets upphävande.
År 1750 blev han medlem och 1780 president i Videnskabernes selskab. Han skrev 1754 en latinsk dikt om tåget över Bält (Poema in Caroli Gustavi transitum maris baltici), vilken prisbelöntös av svenska Vitterhetsakademien och trycktes i dess handlingar (I, 1755); han utgav även en samling latinska Carmina (1775; 2:a upplagan 1784) och den kvicka satiren Tossernes lyksalighed (1764).
Största betydelsen fick Luxdorph som smakdomare, genom brevväxling med samtidens lärde och genom sin verksamhet i Selskabet for de skjønne videnskaber; han utgav 1742 Samling af smukke danske vers och deltog i utgivandet av Reenbergs skrifter (1769). Nyerup utgav Luxdorphiana (1791), en samling brev och litterära anteckningar ur hans efterlämnade papper. Hans kalendrar innehåller intressanta upplysningar om dåtidens politiska förhållanden och tilldragelser.